# Wansdyke

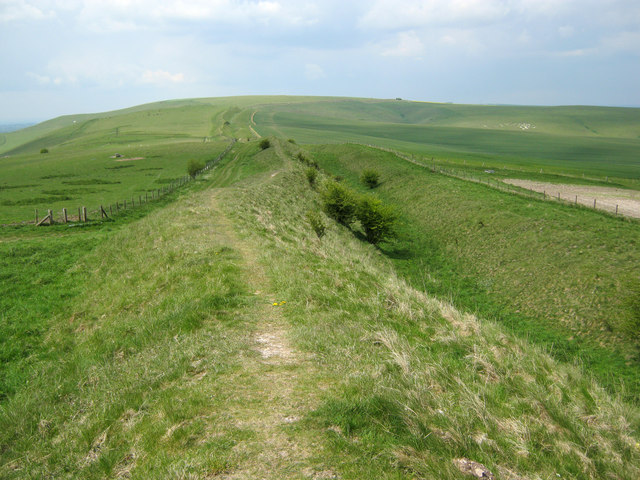
Le Wansdyke à Tan Hill, Wiltshire.

Le Wansdyke (de Woden's Dyke, cf. Odin - Wotan) est une ligne de défense médiévale située dans le sud-ouest de l'Angleterre.
Cette ligne se compose d'un fossé et d'une levée de terre. Elle est reconnaissable sur plus de 60 km, en trois sections de 19, 22 et 14 km d'ouest en est, comportant des interruptions.
Construite entre la fin de l'Empire romain et le VIe siècle, elle est attribuée aux tentatives des peuples celtes de contenir les invasions des Anglo-Saxons.

## Tracé, points d'intérêt
Le Wansdyke s'étend, à vol d'oiseau, sur environ 65 km, de l'ouest, depuis le sud de Bristol, passant par les environs de Bath et Lacock et, à l'est, jusqu'à la région de Marlborough, Wiltshire.
| Fort de Maes Knoll           | 51° 23′ 28″ N, 2° 34′ 34″ O | ST599659 |
| Stantonbury Hill             | 51° 22′ 12″ N, 2° 28′ 16″ O | ST672636 |
| Jonction avec le fleuve Avon | 51° 21′ 22″ N, 2° 19′ 37″ O | ST773620 |
| Près de l'Avon vers Lacock   | 51° 24′ 43″ N, 2° 07′ 05″ O | ST918681 |
| Shepherds' Shore             | 51° 23′ 38″ N, 1° 55′ 59″ O | SU047661 |
| Milk Hill                    | 51° 22′ 26″ N, 1° 51′ 11″ O | SU102639 |
| Shaw House                   | 51° 23′ 13″ N, 1° 48′ 40″ O | SU131654 |
| Savernake Forest             | 51° 22′ 59″ N, 1° 40′ 48″ O | SU221649 |